# Pelorosaurus
A Pelorosaurus (jelentése 'óriási gyík') a nagyméretű növényevő dinoszauruszok egyik neme, amely a kora kréta korban, körülbelül 138–112 millió évvel ezelőtt élt. A Pelorosaurus a legkorábban felfedezett sauropodák közé tartozik. A fosszíliáit Anglia és Portugália területén találták meg. Körülbelül 24 méter hosszú volt. Egy felkarcsont és egyéb lábtöredékek, néhány csigolya, egy csípő, valamint a hatszögű pikkelyekkel borított bőr lenyomatai alapján ismert.

## Felfedezés
A Pelorosaurus volt az első dinoszauruszként azonosított sauropoda, de nem ez volt a legkorábbi, melyet felfedeztek. 1841-ben Richard Owen rátalált a Cetiosaurusra, de tévesen óriás tengerjáró krokodilszerű hüllőként sorolta be. A Pelorosaurus dinoszauruszként való azonosításában Gideon Mantell közreműködött, akárcsak a Cetiosaurus esetében.
Michael Taylor, Darren Naish és mások áttekintései alapján a Pelorosaurus és a Cetiosaurus taxonómiai története meglehetősen bonyolult. A Cetiosaurus típusfaját, a C. brevist Richard Owen hozta létre néhány kora kréta kori példány számára, melyek egy részéről kiderült, hogy az Iguanodonhoz tartoznak. Alexander G. Melville 1849-ben, miután felismerte, hogy Owen tévedésből iguanodontia csontokat kapcsolt a Cetiosaurushoz, a sauropoda csontoknak a Cetiosaurus conybeari nevet adta. Ez szintén hiba volt, mivel annak ellenére, hogy a maradványok nem iguanodontia csontok voltak, meg kellett volna tartani a C. brevis nevet, ugyanis a típusfaj részét képezték. Ennek következtében a C. conybeari a C. brevis fiatalabb szinonimájává vált (mivel a C. brevis nemcsak korábbi név, de ugyanazokon a fosszíliákon alapul, amelyeken az újabb, érvénytelen név).
Anélkül, hogy felismerte volna Melville elnevezési hibáját, Gideon Mantell 1850-ben úgy döntött, hogy a C. conybeari eléggé különbözött a C. brevistől ahhoz, hogy egy új nembe sorolják be, így a Pelorosaurus conybeari nevet adta a számára (eredetileg a "Colossosaurus" nevet szánta a nemnek, de rájött, hogy az ógörög colossus jelentése 'szobor' és nem 'óriás', ezért meggondolta magát). A következő években több példányt kapcsoltak a Pelorosaurus és a Cetiosaurus nemhez, a szakirodalomban pedig mindkettőről bővebb beszámolók jelentek meg.
Az események hatására azonban a Pelorosaurus a Cetiosaurus szinonimája lett. A helyzetet tovább bonyolítja, hogy a C. brevishez nem kapcsoltak újabb példányokat. Emiatt a legjobban ismert Cetiosaurus fajjá a John Philips által 1871-ben létrehozott C. oxoniensis vált, amely egy másik brit geológiai formációból és jóval korábbról (a középső jura korból) származik. Az 1970-es években az őslénykutatók felismerték, hogy a C. oxoniensis valójában egy teljesen eltérő, jóval kezdetlegesebb sauropoda, amely eléggé különbözik a C. brevistől ahhoz, hogy másik nembe tartozzon, és új nevet kapjon. Ebben a helyzetben a jól ismert dinoszaurusz, a Pelorosaurus megfelelő neve a szintén jól ismert Cetiosaurus lett volna, az előbbi nevet érvénytelenként el kellett volna vetni, az utóbbit viselő nem számára pedig új nevet kellett volna találni. Ennek elkerülése érdekében Paul Upchurch és John Martin 2003-ban petíciót nyújtottak be a Nemzetközi Zoológiai Nomenklatúra Bizottsághoz annak érdekében, hogy a Cetiosaurus típusfajává a C. brevis helyett a C. oxoniensis váljon, továbbá, hogy a C. brevis ellenében a Pelorosaurus conybeari név fennmaradjon.

## Osztályozás és fajok
A Pelorosaurushoz kapcsolt számos faj közül a legtöbb kétségesnek (nomen dubiumnak) számít. A Pelorosaurus a különféle európai sauropodák szemétkosár-taxonjává vált. Az utóbbi években azonban a zavar tisztázása érdekében több mű is megjelent. Maga a nem valószínűleg a Brachiosauridae családhoz tartozik.
- P. conybearei (Melville 1849) (típusfaj) = P. armatus (Gervais, 1852/Lydekker, 1889), P. brevis (Owen 1842/von Huene 1927), Pleurocoelus valdensis, Ornithopsis conybearei, Cetiosaurus brevis, C. conybearei, Morosaurus brevis, Oplosaurus armatus és Astrodon valdensis. Egyesek szerint a típusfaj nomen dubium.
- P. becklesii (Mantell 1852) = Morosaurus becklesii
- P. hulkei (Seeley 1870) = Ornithopsis hulkei.
- P. humerocristatus (Hulke 1874/Sauvage 1887) - nomen dubium = Cetiosaurus humerocristatus és Ornithopsis humerocristatus.2010-ben áthelyezték a Duriatitan nembe.
- P. leedsii (Hulke 1887) - nomen dubium = Ornithopsis leedsii, Cetiosauriscus leedsii és Cetiosaurus leedsii.
- P. mackesoni (Owen 1884/Steel 1970) - nomen dubium vagy a Dinodocus mackesoni fiatalabb szinonimája.
- P. manseli (Hulke 1874) - nomen dubium (feltehetően) = Ischyrosaurus manseli, Ornithopsis manseli és Morinosaurus typus.
- P. megalonyx (Seeley 1869)- nomen dubium = Gigantosaurus megalonyx.
- P. praecursor (Sauvage 1876/1895) = Neosodon praecursor.

## Fordítás
- Ez a szócikk részben vagy egészben a Pelorosaurus című angol Wikipédia-szócikk ezen változatának fordításán alapul.  Az eredeti cikk szerkesztőit annak laptörténete sorolja fel. Ez a jelzés csupán a megfogalmazás eredetét és a szerzői jogokat jelzi, nem szolgál a cikkben szereplő információk forrásmegjelöléseként.